# Alfa Romeo Dardo
De Alfa Romeo Dardo is een conceptauto van het Italiaanse autohuis Alfa Romeo uit 1998 ontworpen door Pininfarina. De conceptauto is een achterwielaangedreven tweezits cabrio met een V6 motor en is gebaseerd op de Alfa Romeo 156.